# Bradysia pseudocampestris
Bradysia pseudocampestris är en tvåvingeart som beskrevs av Werner Mohrig 1978. Bradysia pseudocampestris ingår i släktet Bradysia och familjen sorgmyggor. Arten är reproducerande i Sverige. Inga underarter finns listade i Catalogue of Life.